# 杜爾加布爾烏帕齊拉 (內德羅戈納縣)
杜爾加布爾是孟加拉國的一個烏帕齊拉，位於邁門辛專區的內德羅戈納縣。

## 人口
據1991年人口普查，杜爾加布爾共有人口169135人，其中男性佔比50.49%，女性49.51%；成年人口83795人。該地7歲以上人口之平均識字率為23%。